# Myndighedsalder
Myndighedsalderen er en juridisk betegnelse for den alder, man skal have for at man kan stå for egne handlinger og alene tegne sig i juridiske forhold, såsom kontraktindgåelse, uden forældres eller anden myndighedsindehavers samtykke.

## Danmark
I Danmark er myndighedsalderen 18 år; indtil da er man "mindreårig", men kan indgå begrænsede aftaler.
Den kriminelle og den seksuelle lavalder er i Danmark er 15 år. Valgretsalderen er 18 år, men den behøver ikke at være sammenfaldende med myndighedsalderen, og har ikke altid været det.
| Periode  | Myndighedsalder i Danmark |
| -------- | ------------------------- |
| Fra 1834 | 25 år                     |
| Fra 1922 | 21 år                     |
| Fra 1969 | 20 år                     |
| Fra 1976 | 18 år                     |

Kilde: Arkiv af Folketingets hjemmeside

## Historie
I de danske landskabslove var myndighedsalderen fastsat til 15 år, da en person fik råderet over sin formue og kunne indgå forpligtende aftaler uden en værge. Jyske Lov satte dog en 18-års-grænse ved salg af jord og indgåelse af kautionsforpligtelser, og gradvis synes 18-årsalderen at være opfattet som almindelig myndighedsalder. Men i 1619 blev det under indflydelse af romerretten ved en forordning bestemt, at heller ikke mænd mellem 18 og 25 år, her omtalt som "mindreårige", kunne være værge for andre, sælge jord eller indgå kautionsforpligtelser.
Reformationen medførte en voksende kontrol over samfundsborgerne, og et krav om en betydelig højere alder af unge mænd, inden de fik indrømmet retsligt ansvar. Det samme skete i mange andre europæiske lande, men i Danmark mærkes en særlig stærk bekymring for eller manglende tillid til de unge. Tidligere havde Skånske Lov og Sjællandske Lov regnet 15 år som passende myndighedsalder. I Jylland var en ung mand også myndig ved fyldte 15 år, men måtte dog være fyldt 18 år, inden han kunne sælge jord eller kautionere. Efter Christian 4.s forordning af 1. juli 1619 skulle en mand nu være fyldt 18 år for at have råderet over sit bo, og først ved fyldte 25 år kunne han sælge jord, kautionere eller være andres værge. Dog kunne han med sin tidligere værges samtykke sælge jord for at betale sine forældres eller egen gæld, eller udgifter ved studier i udlandet.
For at de unge skulle slippe for dyre studier udenlands, oprettede Christian 4. i 1623 Sorø akademi, så dannelsesrejser ud i Europa blev mindre nødvendige. Videre forbød Christian 4. dem udrejse inden fyldte 19 år, i håb om at gøre dem mindre påvirkelige for fremmede tanker i tiden.
I Sverige holdt myndighedsalderen sig på 15 år til 1721, da den rykkede op til 21 år, mens Danmark fulgte oldtidens romerret med de høje alderstrin, 18 og 25 år. Til overmål blev den unge danskers tilsynsfører, der i Christian 4.s lovgivning blev kaldt "den tidligere værge", i Danske Lov omdøbt til romerrettens betegnelse for ham - curator. Ifølge Christian 5.s Danske Lov af 1683, baseret på ældre ret, var mænd under 18 år "umyndige", mellem 18 og 25 år "mindreårige" og over 25 år "fuldmyndige". Den mindreårige bestyrede selv sin formue, men under tilsyn af sin kurator, og hans retshandler afhang af kurators samtykke. Danske Lovs myndighedsregler gjaldt frem til Myndighedsloven af 1922. 
I danske købstæder stolede man ikke en gang på forældre og værger. Ved forordning af 7. april 1619 blev der indført en ordning med overformyndere - to personer, der var formuende, uberygtede og oppe i årene - til at føre tilsyn med personer, der pga ung alder, vanvid eller skødesløshed stod under værgemål. Overformynderne skulle påse, at forældre og værger sendte børnene i skole, og at de unge derefter blev sat i lære eller tjeneste, ud fra regeringens ønske om, at erhvervene skulle vokse, "som udi andre, fremmede Kongeriger og Lande". Ellers greb overformynderne ind med iværksættelse af ordninger på forældres eller værgers bekostning. På landet blev ordningen med overformyndere anset som unødvendig; men i København var drenge og piger, der var blevet indtaget i Tugt- og Børnehuset og oplært i et håndværk, pålagt at forblive i det erhverv, når de en gang var gamle nok til at forlade institutionen.   